# فدراسیون بسکتبال بلژیک
فدراسیون بسکتبال بلژیک یا بسکتبال بلژیک (فرانسوی: Basketball Belgique‎) نهاد اداره کننده ورزش بسکتبال در کشور بلژیک است. این فدراسیون که در سال ۱۹۳۳ تاسیس شده مقر آن در شهر بروکسل قرار دارد.